# Bercimuel
Bercimuel is een gemeente in de Spaanse provincie Segovia in de regio Castilië en León met een oppervlakte van 12,17 km². Bercimuel telt 31 inwoners (1 januari 2016).

## Demografische ontwikkeling
Bron: INE, 1857-2011: volkstellingen